# 318
318 (CCCXVIII) var ett normalår som började en onsdag i den julianska kalendern.

## Händelser

### Okänt datum
- Konstantin den store konverterar i Byzantion till kristendomen och den kristna kyrkan institutionaliseras.
- Gregorius Upplysaren utnämner sin son Aristax till sin efterträdare över patriarkatet i Armenien.
- Påven Silvester I träffar desposynierna.
- Det kinesiska riket Han Zhao utropas.
- Kina förlorar sina territorier norr om Yang-tsé-kiang till förmån för Xiongnu- och Xianbeifolken.
- Nanking (Nanjin) blir Kinas huvudstad.

## Avlidna
- Jin Mindi, före detta kejsare av Jindynastin (mördad)